# Sahand
Il Sahand (in persiano سهند‎), è un enorme stratovulcano fortemente eroso nella provincia dell'Azerbaigian orientale, nell'Iran nordoccidentale. A 3 707 m (12 162 ft), è la montagna più alta della provincia dell'Azerbaigian orientale.
Il Sahand è una delle montagne più alte dell'Azerbaigian iraniano, oltre ad essere un importante vulcano inattivo nel paese. Le montagne Sahand sono direttamente a sud di Tabriz, la cui vetta più alta è il  Kamal ad un'altitudine di 3 707 m (12 162 ft). Si possono contare circa 17 vette superiori a 3 000 m (9 843 ft) di altezza. 
La datazione assoluta delle rocce del Sahand indica che questo vulcano è stato sporadicamente attivo da 12 milioni di anni fa fino a quasi 0,14 milioni di anni fa. Il Sahand è composto principalmente da dacite e rocce felsiche associate.

## Sport invernali
La stazione sciistica di Sahand si trova ai piedi settentrionali della montagna e vicino alla città di Tabriz. Nel complesso la stazione dispone di un comprensorio sciistico lungo 1200 metri e nella località si praticano sci e snowboard. La gara di sculture di neve, che si svolge una volta all'anno a metà inverno nello stadio, è un famoso spettacolo che attira spettatori e concorrenti da tutto il paese.